# Demeanți, Pereiaslav-Hmelnițki
Demeanți (în ucraineană Дем`янці) este localitatea de reședință a comunei Demeanți din raionul Pereiaslav-Hmelnițki, regiunea Kiev, Ucraina. În secolul al XIX-lea, satul făcea parte din volostul Demeanți, uezdul Pereiaslav.

## Demografie
Componența lingvistică a localității Demeanți
     Ucraineană (97,69%)
     Rusă (1,82%)
     Alte limbi (0,21%)
Conform recensământului din 2001, majoritatea populației localității Demeanți era vorbitoare de ucraineană (97,69%), existând în minoritate și vorbitori de rusă (1,82%).